# Nasenkolben

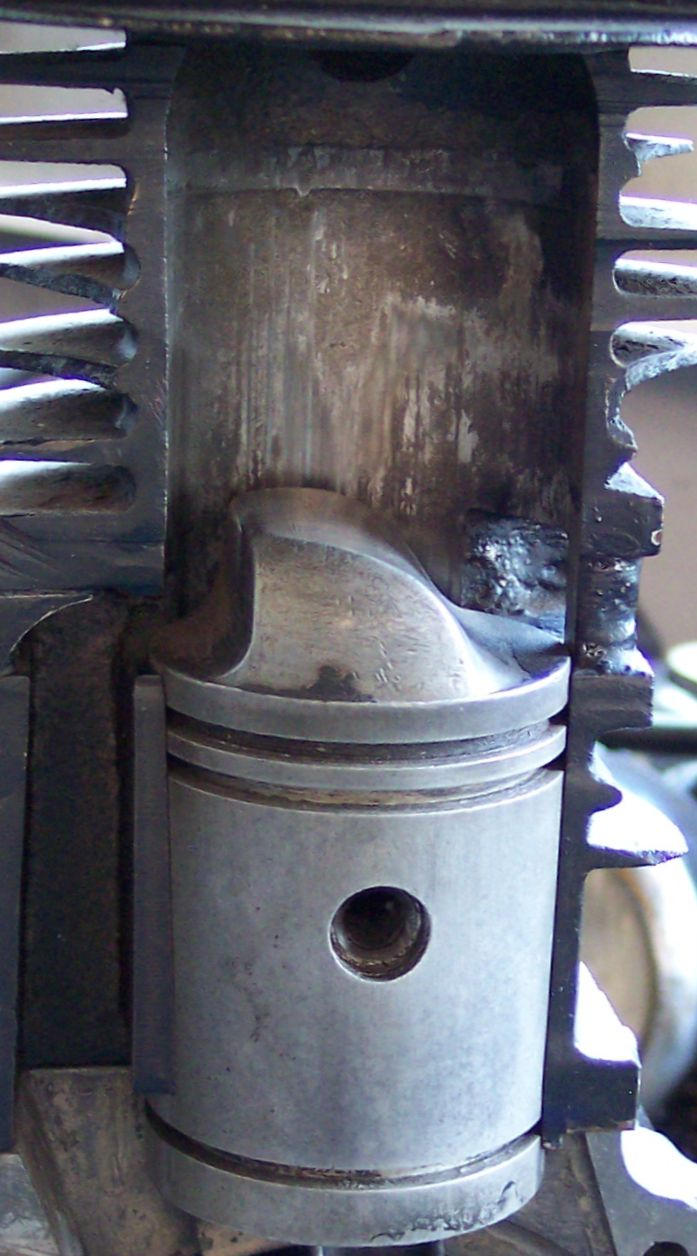
Motor mit Nasenkolben. Links der Einlass, rechts der Auslass

Nasenkolben dienen in querstromgespülten Zweitaktmotoren dazu, den Frischgasstrom vom offenen Auslass fernzuhalten. Dazu ist im Kolbenboden eine „Nase“ eingegossen, die den Frischgasstrom nach oben ablenkt, damit möglichst wenig vor Verschluss des Auslasskanals ungenutzt in diesen abströmt. Der Einlassquerschnitt kann größer sein als bei querstromgespülten Motoren mit Flachkolben.
Auch Nasenkolben können nicht bei allen Lasten und Drehzahlen das Entweichen von Frischgas in den Auspuff verhindern und sie bewirken eine ungünstige Brennraumform. Die thermische Belastung des Kolbenbodens ist durch die unterschiedliche Materialdicke stellenweise sehr verschieden (kurzzeitige Temperaturdifferenzen von bis zu 100 °C) und wirkt sich ungünstig auf den gesamten Verbrennungsablauf aus. Ferner belastet die unsymmetrische Form des Kolbenbodens den Kurbeltrieb durch auftretende Kippkräfte und führt zu einseitiger Überbeanspruchung der Zylinderlaufbuchse (einseitiger Abrieb).
Nachdem in den 1920er Jahren die Umkehrspülung entwickelt worden war, verloren querstromgespülte Motoren an Bedeutung.